# Jonathan Latimer
Pour les articles homonymes, voir Latimer.
Jonathan Latimer est un écrivain et scénariste américain de romans et films policiers né le 23 octobre 1906 à Chicago dans l'Illinois et décédé d’un cancer du poumon le 23 juin 1983 à La Jolla en Californie.

## Biographie
Né à Chicago d'un père conseiller juridique et d'une mère musicienne, il étudie en Arizona, puis en Illinois afin de décrocher son diplôme en art en 1929. Après un été de vacances en Europe, à accomplir une randonnée cycliste sur les routes de France et d'Allemagne, il rentre aux États-Unis et devient journaliste au Chicago Tribune de 1929 à 1935. Affecté aux services des affaires criminelles, il rencontre à ce titre Al Capone et bon nombre des truands sévissant dans la métropole du gangstérisme.
En 1935, il publie son premier roman policier, où apparaît son héros récurrent, Bill Crane, détective privé, qui revient dans quatre romans supplémentaires s’échelonnant de 1935 à 1939. En 1937, sous le pseudonyme de Peter Coffin, il donne un roman sans Bill Crane, The Search for My Great Uncle’s Head. La faible production littéraire de Latimer n'a pas empêché sa notoriété qui lui ouvre les portes de Hollywood.
Au cours de la Seconde Guerre mondiale, Latimer sert dans l'US Navy mais il travaille aussi pour les studios. De 1941 à 1955, sa plume se consacre d'ailleurs au cinéma et à la télévision. Scénariste et adaptateur de romans, il écrit notamment dix scénarios pour le réalisateur John Farrow, trente et un épisodes de la série télévisée Perry Mason et un pour la série Columbo. De 1949 à 1959, il publie en outre cinq romans.
Ayant déménagé de la Floride à la Californie pour se rapprocher de l'activité cinématographique, il y meurt d'un cancer du poumon en 1983.

## Œuvres

### SérieBill Crane
- Murder in the Madhouse (1935) Publié en français sous le titre Bacchanal au cabanon, Paris, Gallimard, Série noire no 60, 1950 ; réédition, Paris, Gallimard, Carré noir no 179, 1974
- Headed for a Hearse (1935) Publié en français sous le titre La Dernière Semaine, Paris, Nouvelle Revue Critique, coll. L'Empreinte no 120, 1937 ; réédition, Paris, La Maîtrise du Livre, coll. L'Empreinte Police no 10, 1947 Publié en français sous le titre Comme la romaine !, Paris, Gallimard, Série noire no 89, 1951 ; réédition, Paris, Marabout no 735, 1980 ; réédition, 10/18 no 2117, 1990
- The Lady in the Morgue (1936) Publié en français sous le titre Quadrille à la morgue, Paris, Gallimard, Série noire no 26, 1949 ; réédition, Paris, Gallimard, Carré noir no 117, 1973
- The Dead Don’t Care (1938) Publié en français sous le titre Les morts s’en foutent, Paris, Gallimard, Série noire no 40, 1949 ; réédition, Paris, Marabout no 739, 1981 ; réédition, 10/18 no 2170, 1991
- Red Gardenia (1939) Publié en français sous le titre Gardénia rouge, Red Label no 19, 1979 ; Paris, Rivages/Noir no 3, 1986

### Autres romans
- The Search for My Great Uncle's Head (1937), signé Peter Coffin
- Dark Memory (1940) Publié en français sous le titre Noir comme un souvenir, Rivages/Noir no 20, 1987
- Salomon’s Vineyard (1941) Publié en français sous le titre La Corrida chez le prophète, Paris, Gallimard, Série noire no 42, 1949 ; réédition, Paris, La Poche noire no 135, 1970 ; réédition, Paris, Gallimard, Carré noir no 375, 1981
- Sinners and Shrouds (1955) Publié en français sous le titre L’Épouvantable Nonne, Paris, Gallimard, Série noire no 316, 1956 ; réédition, Paris, Marabout no 740, 1981 ; réédition, 10/18 no 2020, 1989
- Black is the Fashion for Dying (1959) Publié en français sous le titre La Poire sur un plateau, Paris, Gallimard, Série noire no 648, 1961 ; réédition, Paris, Marabout no 736, 1981 ; réédition, 10/18 no 2144, 1990

## Scénarios

### Cinéma
- The Westland Case, film réalisé par Christy Cabanne, 1937
- The Lady in the Morgue (en), film réalisé par Otis Garrett, 1938
- The Last Warning, film réalisé par Albert S. Rogell, 1938
- L'Empreinte du loup solitaire (The Lone Wolf Spy Hunt) de Peter Godfrey, 1939
- Phantom Raiders, film réalisé par Jacques Tourneur, 1941
- Le Retour de Topper, film réalisé par Roy Del Ruth, 1941
- Night in New Orleans, film réalisé par William Clemens, 1942, non crédité
- La Clé de verre, film réalisé par Stuart Heisler, 1942
- L'affaire du Fort Dixon, film réalisé par S. Sylvan Simon, 1942, non crédité
- Nocturne, film réalisé par Edwin L. Marin, 1946
- Ils ne voudront pas me croire, film réalisé par Irving Pichel, 1947
- La Grande Horloge, film réalisé par John Farrow, 1948
- Retour sans espoir, film réalisé par John Farrow, 1948
- Les Yeux de la nuit, film réalisé par John Farrow, 1948
- Verdict secret (Sealed Verdict), film réalisé par Lewis Allen, 1948
- Les Mirages de la peur, film réalisé par William Dieterle, 1949, non crédité
- Un pacte avec le diable, film réalisé par John Farrow, 1949
- Terre damnée, film réalisé par John Farrow, 1950
- Tête d'or et tête de bois (en), film réalisé par Leslie Fenton, 1951
- Duel sous la mer, film réalisé par John Farrow, 1951
- Les Pillards de Mexico, film réalisé par John Farrow, 1953
- Les Bagnards de Botany Bay, film réalisé par John Farrow, 1958
- Les Échappés du néant , film réalisé par John Farrow, 1956
- La Femme et le Rôdeur, film réalisé par John Farrow, 1957
- Le crime était signé, film réalisé par John Guillermin, 1958

### Télévision

#### Films TV
- The Strange Case of the Cosmic Rays, film réalisé par Frank Capra, 1957
- The Unchained Goddess (en), film réalisé par Richard Carlson et William T. Hurtz, 1958

#### SériePerry Mason

##### Saison 2 (1958-1959)
- The Case of the Curious Bride (épisode 5)
- The Case of the Foot-Loose Doll (épisode 15)

##### Saison 3 (1959-1960)
- The Case of the Blushing Pearls (épisode 4)
- The Case of the Startled Stallion (épisode 5)
- The Case of the Mythical Monkeys (épisode 17)
- The Case of the Bashful Burro (épisode 19)
- The Case of the Crying Cherub (épisode 20)

##### Saison 4 (1960-1961)
- The Case of the Lavender Lipstick (épisode 5)
- The Case of the Nine Dolls (épisode 9)
- The Case of the Waylaid Wolf (épisode 16)
- The Case of the Cowardly Lion (épisode 22)
- The Case of the Guilty Clients (épisode 28)

##### Saison 5 (1961-1962)
- The Case of the Missing Melody (épisode 3)
- The Case of the Left-Handed Liar (épisode 11)
- The Case of the Borrowed Baby (épisode 26)

##### Saison 6 (1962-1963)
- The Case of the Bogus Books (épisode 1)
- The Case of the Capricious Corpse (épisode 2)
- The Case of the Lurid Letter (épisode 10)
- The Case of the Libelous Locket (épisode 17)
- The Case of the Golden Oranges (épisode 20)

##### Saison 7 (1963-1964)
- The Case of the Nebulous Nephew (épisode 1)
- The Case of the Drowsy Mosquito (épisode 3)
- The Case of the Deadly Verdict (épisode 4)
- The Case of the Reluctant Model (épisode 6)
- The Case of the Capering Camera (épisode 15)

##### Saison 8 (1964-1965)
- The Case of the Missing Button (épisode 1)
- The Case of the Paper Bullets (épisode 2)
- The Case of the Wooden Nickels (épisode 12)
- The Case of the Feather Cloak (épisode 19)
- The Case of the Gambling Lady (épisode 26)

##### Saison 9 (1965)
- The Case of the Fugitive Fraulein (épisode 12)

#### SérieMarkham

##### Saison 1 (1959-1960)
- The Glass Diamond (épisode 8)
- Vendetta in Venice (épisode 9)
- Candy Store Jungle (épisode 30)
- Sing a Song of Murder (1960 (épisode 31)
- A Coffin for Cinderella (épisode 34)
- The Long Search (épisode 38)

#### SérieHong Kong

##### Saison 1 (1960-1961)
- The Jade Empress (épisode 5)
- The Dragon Cup (épisode 12)
- Murder by Proxy (épisode 22

#### SérieÉchec et mat

##### Saison 1 (1960)
- Target: Tycoon (épisode 7)

##### Saison 2 (1962)
- The Sound of Nervous Laughter (épisode 18)

#### SérieColumbo

##### saison 2(1972)
- Dites-le avec des fleurs (The Greenhouse Jungle), (épisode no 2)

### Documentaires
- Rendez-vous in Space, réalisé par Frank Capra, 1964, non crédité

## Sources
- Claude Mesplède (dir.), Dictionnaire des littératures policières, vol. 1 : A - I, Nantes, Joseph K, coll. « Temps noir », 2007, 1054 p. (ISBN 978-2-910686-44-4, OCLC 315873251).
- Claude Mesplède (dir.), Dictionnaire des littératures policières, vol. 2 : J - Z, Nantes, Joseph K, coll. « Temps noir », 2007, 1086 p. (ISBN 978-2-910686-45-1, OCLC 315873361).
- Claude Mesplède, Les années "Série noire" : bibliographie critique d'une collection policière, vol. 1 : 1945-1959, Amiens, Editions Encrage, coll. « Travaux » (no 13), 1992 (ISBN 978-2-906389-34-2).
- Claude Mesplède, Les années "Série noire" : bibliographie critique d'une collection policière, vol. 2 : 1959-1966, Amiens, Editions Encrage, coll. « Travaux » (no 17), 1993, 4 p. (ISBN 978-2-906389-43-4).
- Claude Mesplède et Jean-Jacques Schleret, SN, voyage au bout de la Noire : inventaire de 732 auteurs et de leurs œuvres publiés en séries Noire et Blème : suivi d'une filmographie complète, Paris, Futuropolis, 1982, 476 p. (OCLC 11972030).